# Janova Ves (Klátova Nová Ves)
Janova Ves je místní část slovenské obce Klátova Nová Ves v okrese Partizánske, od níž je vzdálena asi jeden kilometr východním směrem.
Leží v Nitranské pahorkatině, na pravém břehu říčky Vyčomy pod výběžkem pohoří Tribeč, v nadmořské výšce 210 metrů. Na levém břehu Vyčomy stojí kaštel (zámeček) postavený roku 1906 v secesním slohu. Od roku 1960 jeho prostory využívá dětská ozdravovna. Kolem kaštelu se rozkládá dendrologicky bohatý park s několika vzácnými cizokrajnými dřevinami. Nejstarší zmínka o obci je ze dvanáctého století. Počínaje rokem 1976 je součástí sousední Klátovy Nové Vsi. U vrcholu Cibajka leží hradiště Šiance se zachovaným systémem valů a příkopů z doby halštatské. Nachází se tady též památník padlým během Slovenského národního povstání (SNP).
Ve vsi jsou zachovány prvky původní lidové architektury, mezi něž se řadí sýpky či otevřené ohniště. U kaštelu jsou patrné pozůstatky někdejší soustavy rybníků.